# Легедзинське повстання
Легедзинське повстання — збройний виступ підпілля Української Народної Республіки в Легедзиному в листопаді 1920 року проти частин червоної армії Котовського, які рухалися з Умані до Звенигородки.
Повстання очолив голова підпільного Уманського повстанкому отаман Петро Дерещук, узяли участь мешканці семи сіл — Легедзиного, Зеленькова, Вишнополя, Тальянок, Косенівки, Рогів і Кам'янечого.

## Передумови
31 грудня 1919 року через Легедзине під час Зимового походу проходив Кінний полк Чорних Запорожців Армії УНР.

## Перебіг повстання
Виступ розпочався 10 листопада 1920 року з майдану Легедзинської церкви великомучениці Параскеви, де після ранкового богослужіння зібрався великий гурт жителів Легедзиного та Тальянок. Місцевий підпільний штаб українських повстанців на чолі з отаманом Петром Дерещуком та його помічником Федором Крижанівським вирішив організувати на околиці Легедзиного оборону проти кінних частин Червоної армії, які рухалися з Умані до Звенигородки для боротьби із залишками частин армії УНР, очолюваної генералом Юрієм Тютюнником.
Уже за кілька годин біля тисячі людей виставлятимуть рядами борони, маскуючи їх осіннім бур'яном, сільські отамани готуватимуть до бою людей, перевіряючи їхню зброю — вила, рушниці. Легедзинський дяк за зброю мав сапу. По флангах ставили «Льюіси» — кулемети із села та привезені з Вишнополя. Були тут ще «гості» з Косенівки, Зеленькова, Кам'янечого, Рогів.
Перша кінна лава котовців «нарвалася» на борони і кулемети повстанців. Друга, розвернувшись, відійшла на Дубину, і, дочекавшись підмоги, випустила перед себе кілька тачанок, які під дядьківськими пострілами, на шаленій швидкості розвернулись і хвилями пустили черги з важких кулеметів. За ними пішла кіннота. Хтось з коліна до останнього відстрілювався, чи калічив вилами ворога. Хтось, не витримавши нерівного бою, втікав до села. Серед повсталих було багато жінок і підлітків.
Зайшовши до села, червоні почали розправу: страчували впійманих повстанців, зачинили в приміщенні школи сотню молодих селян — заручників, яких пообіцяли відпустити в обмін на «льюїси», інакше — розстріляють. Спалили в Легедзиному і Тальянках по десять садиб найактивніших організаторів виступу. За спогадами, цього дня загинуло, за різними даними, від 100 до 250 повстанців.

## Вшанування пам'яті
7 листопада 2010 року в центрі села Легедзине Тальнівського району Черкаської області відбулося відкриття пам'ятника учасникам антибільшовицького повстання в Легедзиному.